# یانگ دن (شیمیدان)
یانگ دن (انگلیسی: Yang Dan؛ زادهٔ ۱ ژانویهٔ ۱۹۶۵) زیست‌شناس، و شیمی‌دان و از دانش‌آموختگان دانشگاه پرینستون است.

## زندگی
او استاد صاحب صندلی شیمی و استاد مورنینگساید در زمینه زیست‌شناسی شیمیایی در دانشگاه هنگ کنگ است. در سال ۲۰۱۰ جایزه TWAS برای شیمی و جوایز دانشمند زن جوان چین در سال ۲۰۱۱ به او اهدا شد.

## تحصیلات
یانگ با مدرک BS از دانشگاه فودان در شانگهای چین فارغ‌التحصیل شد و مدرک فوق لیسانس خود را از دانشگاه کلمبیا و دکترای خود را در سال ۱۹۹۱ از دانشگاه پرینستون در ایالات متحده کسب کرد.